# تشونغ نام سيك
تشونغ نام سيك مواليد 16 فبراير 1917 في غيمجي، جولا الشمالية في شبه الجزيرة الكورية - الوفاة 5 أبريل 2005 في كوريا الجنوبية، هو لاعب ومدرب كرة قدم كوري جنوبي سابق كان يلعب كمهاجم. سبق له أن لعب في كأس العالم لكرة القدم مع منتخب بلاده في مونديال عام 1954.

## المسيرة الاحترافية

### أندية لعب لها
- جامعة كوريا

## روابط خارجية
- تشونغ نام سيك على موقع الاتحاد الدولي (مؤرشف)  (الإنجليزية)
- تشونغ نام سيك على موقع ناشيونال فوتبول تيمز (الإنجليزية)
- تشونغ نام سيك على موقع Soccerway.com (الإنجليزية)
- تشونغ نام سيك على موقع عالم كرة القدم.نت (الإنجليزية)
- تشونغ نام سيك على موقع أوليمبيديا (الإنجليزية)